# Coppa del Generalissimo 1943
La Copa del Generalísimo 1943 fu la 39ª edizione della Coppa di Spagna. Il torneo iniziò il 24 aprile e si concluse il 20 giugno 1943. La finale si disputò allo Estadio Metropolitano de Madrid dove l'Athletic Bilbao ottenne la quattordicesima affermazione in questa competizione.

## Squadre partecipanti

### Primera División

#### 12 squadre
| - Athletic Bilbao - Atlético Madrid - Barcellona - Real Betis - Castellón | - Celta Vigo - Deportivo La Coruña - Espanyol - Granada - Real Madrid | - Real Oviedo - Real Saragozza - Siviglia - Valencia |

### Torneo promozione in Primera División

#### 10 squadre
| - Arenas Getxo - Ceuta - Constància - Hércules - Osasuna | - Real Sociedad - Sabadell - Sporting Gijón - Real Valladolid - Xerez FC |

### Torneo promozione in Segunda División

#### 8 squadre
| - Alavés - Alcoyano - Moghreb Tétouan - Barakaldo | - Levante - Malaga - Racing Ferrol - Salamanca UDS |

## Primo turno
|                 | Risultato |                     | Andata | Ritorno | Spareggio |  |
| --------------- | --------- | ------------------- | ------ | ------- | --------- |  |
| Racing Ferrol   | 4 - 3     | Deportivo La Coruña | 14 - 0 | 1 - 2   | 0 - 1     |  |
| Real Valladolid | 1 - 4     | Celta Vigo          | 1 - 2  | 0 - 2   |           |  |
| Sporting Gijón  | 4 - 6     | Real Oviedo         | 1 - 2  | 3 - 4   |           |  |
| Barakaldo       | 1 - 2     | Athletic Bilbao     | 1 - 0  | 0 - 2   |           |  |
| Real Sociedad   | 11 - 2    | Arenas Getxo        | 8 - 0  | 3 - 2   |           |  |
| Alavés          | 3 - 5     | Real Saragozza      | 2 - 3  | 1 - 2   |           |  |
| Espanyol        | 4 - 2     | Osasuna             | 3 - 2  | 1 - 0   |           |  |
| Constància      | 3 - 3     | Sabadell            | 2 - 1  | 1 - 2   | 1 - 0     |  |
| Levante         | 3 - 11    | Barcellona          | 2 - 3  | 1 - 8   |           |  |
| Hércules        | 3 - 10    | Castellón           | 0 - 2  | 3 - 8   |           |  |
| Alcoyano        | 2 - 3     | Valencia            | 2 - 1  | 0 - 2   |           |  |
| Real Madrid     | 6 - 1     | Salamanca UDS       | 5 - 1  | 1 - 0   |           |  |
| Malaga          | 3 - 8     | Atlético Madrid     | 0 - 0  | 3 - 8   |           |  |
| Real Betis      | 4 - 3     | Moghreb Tétouan     | 1 - 3  | 3 - 0   |           |  |
| Xerez FC        | 7 - 4     | Siviglia            | 6 - 2  | 1 - 2   |           |  |
| Ceuta           | 5 - 3     | Granada             | 5 - 0  | 0 - 3   |           |  |

## Ottavi di finale
|                 | Risultato |                     | Andata | Ritorno | Spareggio |  |
| --------------- | --------- | ------------------- | ------ | ------- | --------- |  |
| Atlético Madrid | 4 - 2     | Real Sociedad       | 4 - 2  | 0 - 0   |           |  |
| Espanyol        | 4 - 4     | Real Madrid         | 1 - 1  | 3 - 3   | 0 - 2     |  |
| Celta Vigo      | 2 - 9     | Barcellona          | 1 - 5  | 1 - 4   |           |  |
| Real Oviedo     | 2 - 3     | Deportivo La Coruña | 1 - 2  | 1 - 1   |           |  |
| Athletic Bilbao | 8 - 2     | Castellón           | 7 - 0  | 1 - 2   |           |  |
| Real Saragozza  | 3 - 4     | Valencia            | 2 - 4  | 1 - 0   |           |  |
| Constància      | 3 - 5     | Xerez FC            | 2 - 1  | 1 - 4   |           |  |
| Real Betis      | 1 - 5     | Ceuta               | 1 - 1  | 0 - 4   |           |  |

## Quarti di finale
|                 | Risultato |                     | Andata | Ritorno |  |
| --------------- | --------- | ------------------- | ------ | ------- |  |
| Atlético Madrid | 2 - 7     | Athletic Bilbao     | 1 - 3  | 1 - 4   |  |
| Xerez FC        | 4 - 6     | Real Madrid         | 1 - 1  | 3 - 5   |  |
| Barcellona      | 9 - 4     | Ceuta               | 5 - 2  | 4 - 2   |  |
| Valencia        | 5 - 2     | Deportivo La Coruña | 2 - 2  | 3 - 0   |  |

## Semifinali
|                 | Risultato |             | Andata | Ritorno |  |
| --------------- | --------- | ----------- | ------ | ------- |  |
| Barcellona      | 4 - 11    | Real Madrid | 3 - 0  | 1 - 11  |  |
| Athletic Bilbao | 3 - 2     | Valencia    | 1 - 0  | 2 - 2   |  |

## Finale
| Arbitro: | Cruella |

|            |           |  |
| Zarra 104’ | Marcatori |  |